# Notiobiella cixiiformis
Notiobiella cixiiformis är en insektsart som först beskrevs av Gerstaecker 1888.  Notiobiella cixiiformis ingår i släktet Notiobiella och familjen florsländor. Inga underarter finns listade i Catalogue of Life.